# Вітленд (округ Вернон, Вісконсин)
Вітленд (англ. Wheatland) — місто (англ. town) в США, в окрузі Вернон штату Вісконсин. Населення — 588 осіб (2020).

## Демографія
Згідно з переписом 2010 року, у місті мешкала 561 особа в 255 домогосподарствах у складі 158 родин. Було 472 помешкання
Расовий склад населення:
| - 97,0 % — білих - 0,2 % — вихідців з тихоокеанських островів - 0,2 % — чорних або афроамериканців - 0,2 % — азіатів |

До двох чи більше рас належало 2,5 %. Частка іспаномовних становила 0,4 % від усіх жителів.
За віковим діапазоном населення розподілялося таким чином: 17,1 % — особи молодші 18 років, 62,9 % — особи у віці 18—64 років, 20,0 % — особи у віці 65 років та старші. Медіана віку мешканця становила 49,5 року. На 100 осіб жіночої статі у місті припадало 110,9 чоловіків;  на 100 жінок у віці від 18 років та старших — 112,3 чоловіків також старших 18 років.
Середній дохід на одне домашнє господарство  становив 63 629 доларів США (медіана — 55 357), а середній дохід на одну сім'ю — 72 010 доларів (медіана — 62 500). Медіана доходів становила 51 094 долари для чоловіків та 39 375 доларів для жінок. За межею бідності перебувало 9,5 % осіб, у тому числі 12,0 % дітей у віці до 18 років та 5,9 % осіб у віці 65 років та старших.
Цивільне працевлаштоване населення становило 278 осіб. Основні галузі зайнятості: освіта, охорона здоров'я та соціальна допомога — 22,3 %, виробництво — 14,7 %, будівництво — 14,7 %.